# Encore Las Vegas
Encore Suites at Wynn Las Vegas ou The Encore est un hôtel-casino resort situé sur le Las Vegas Strip à Paradise dans le Nevada. Le resort est une extension de son voisin, le Wynn Las Vegas.
Possédé par Wynn Resorts Limited, le projet de 2,1 milliards de dollars dispose de 2 034 chambres.

## Services de l'hôtel

### Chambres
L’hôtel compte 2034 chambres et suites

## Notes et références

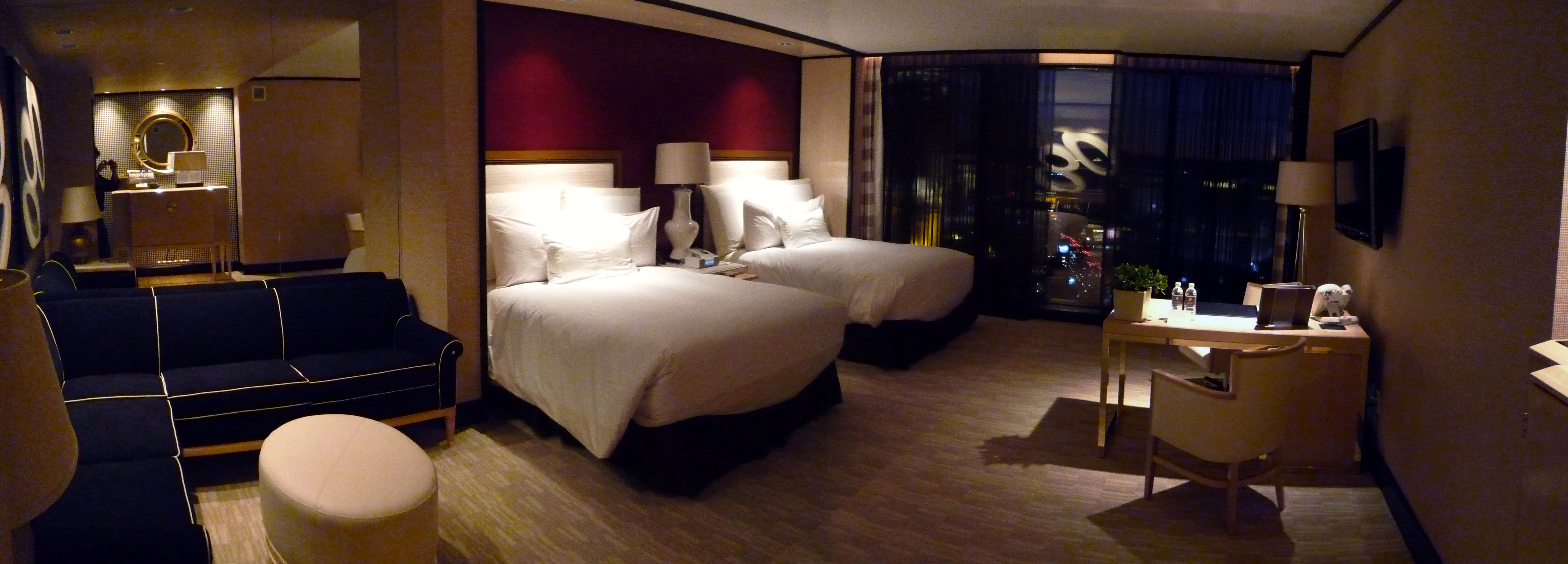
Encore Las Vegas

#### Encore Resort
| - Resort Suite - Panoramic Suite |

#### Encore Tower
| - Tower Suite - Parlor Suite - Salon Suite | - 2 Bedroom Apt - 3 Bedroom Duplex |

## Dans la culture populaire
- 2009 : 2012